# Speculative fiction (термин)
Speculative fiction (сокр. SpecFi) — термин, принятый у англоязычных критиков и литературоведов, обобщающее название для группы жанров, действие произведений которых происходит в нереалистичных вымышленных мирах. В русскоязычной литературе устоявшегося перевода данного выражения нет, используются такие переводы термина как: спекулятивная фантастика, спекулятивная литература, умозрительная фантастика, литературная фантастика и другие.
Под такой умозрительной (или спекулятивной) фантастикой понимают, прежде всего, литературу, в основе которой лежат умозрительные построения (философские спекуляции) связанные с введением в реальность того или иного фантастического допущения.
В последние годы имеется тенденция относить к умозрительной (литературной) фантастике всю фантастику в целом. В более узком смысле, когда речь идёт не об обобщающем названии жанра, но о характеристике конкретного произведения или автора, под speculative fiction обычно понимают произведения фантастики, плохо вписывающиеся в узкие рамки жанровой литературы.

## Speculative fictionкак альтернативаscience fiction

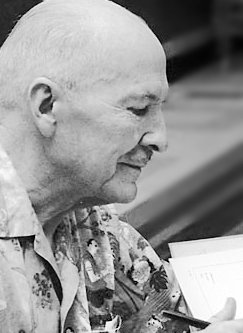
Роберт Хайнлайн

Это выражение было введено в 1947 году Робертом Хайнлайном в эссе «On the Writing of Speculative Fiction» в качестве термина, альтернативного научной фантастике (англ. science fiction). В этом эссе Хайнлайн рассматривает разновидность научной фантастики (относя к ней и своё творчество), в которой достижения науки и техники — лишь повод описать действия человека в необычной ситуации. Позднее он уточнил, что данное описание не относится к жанру фэнтези (эту оговорку можно найти в опубликованном посмертно сборнике переписки «Ворчание из могилы»). Здесь Хайнлайн говорит, что в отличие от классической SciFi, которую со времён Жюля Верна связывают с «прогрессом машин», SpecFi интересует широкий спектр проблем социологии, психологии, культурологии, биологии и т. п. Хайнлайн мог придумать этот термин и сам, однако впервые его, по-видимому, использовал М. Ф. Иган, который в 1889 году в Lippincott’s Monthly Magazine назвал так роман Эдварда Беллами «Взгляд назад, 2000—1887». Вслед за Хайнлайном термин использовал Майкл Муркок. В опубликованной в фэнзине Bastion статье «Blast Off 1960» он противопоставил умозрительную фантастику, представителем которой назвал Брайана Олдисса, фантастике приключенческой, к которой отнёс Эдвина Табба.
Джудит Меррил, вторя рассуждениям Джона Кэмпбелла о применении научного метода в НФ, в 1966 году дала термину speculative fiction определение, в котором описала её как литературу, исследующую реальность путём внесения в неё некоторых воображаемых гипотетических изменений. Сутью подобной литературы является спекуляция, умозрительное рассуждение. Она вносит в реальный (или близкий к реальному) мир некое фантастическое допущение и исследует, что получится в результате. Фэнтези, в котором строится мир, отличающийся от нашего в целом, под это определение не подходит.
Термин speculative fiction, в качестве альтернативного раскрытия аббревиатуры SF, был подхвачен авторами и читателями произведений в жанрах как твёрдой так и мягкой, гуманитарной (в частности социальной) научной фантастики, поскольку позволял им дистанцироваться от дешёвых pulp-журналов, с которых, собственно, и начиналась американская фантастика. Этот жанровый ярлык стал очень популярным во времена расцвета «новой волны», трансформация science fiction в speculative fiction определила суть этого этапа развития фантастики. Дарко Сувин в своей книге «Метаморфозы научной фантастики» характеризовал speculative fiction, как своего рода инверсию твёрдой научной фантастики, научную фантастику, отвергающую научный рационализм. В качестве примера такой фантастики он назвал произведения Джеймса Балларда.

## В применении к фантастике в целом
Уже во времена «новой волны» началось размывание понятие speculative fiction. В частности, Сэмюэль Дилэни при составлении своей антологии «QUARK» использовал этот термин скорей как надмножество термина научная фантастика, чем как его подмножество.

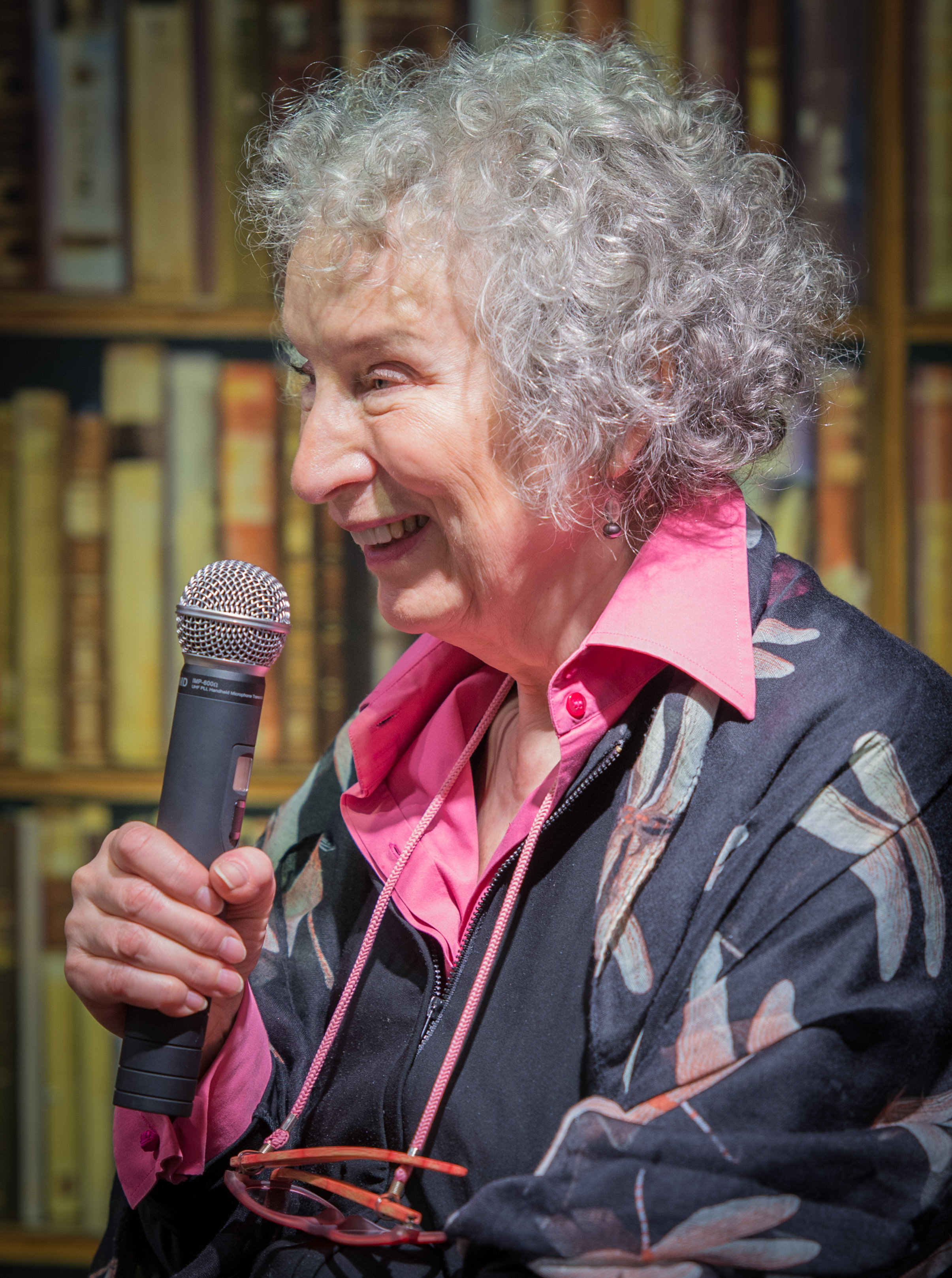
Маргарет Этвуд

В настоящее время умозрительная (литературная) фантастика окончательно потеряла какие-либо чёткие границы, и сейчас к ней чаще всего относят не только твёрдую и мягкую научную фантастику целиком, но также и фэнтези (в самом широком смысле этого слова). Термин (в современном употреблении) включает в себя все произведения с ярко выраженным фантастическим началом, в какую бы эпоху (начиная от античности и кончая самыми современными произведениями) они ни были написаны. Именно такое значение, в частности, зафиксировано в восьмом издании Словаря английского языка Коллинза.
Хотя многие критики не считают этот термин слишком полезным, но, поскольку авторов жанровые разграничения волнуют зачастую меньше, чем критиков, определение speculative fiction часто используют, чтобы не загонять фантастическое произведения в узкие рамки жанровой литературы, когда произведение нельзя однозначно отнести к тому или иному виду — например, для произведений, где перемешаны элементы научной фантастики с элементами фэнтези или другими жанрами.
В частности, Маргарет Этвуд характеризует своё творчество как спекулятивную, а не научную фантастику, замечая, к примеру, что в отличие от последней такие её романы, как Орикс и Коростель, основаны на действительно научной футурологической экстраполяции технического прогресса и социальных изменений, а не описывают, к примеру, несуществующих марсиан.
Иногда в англоязычном литературоведении для обозначения фантастической литературы, которая не относится к какому-то конкретному фантастическому жанру, используют термин suppositional fiction (где слово suppositional означает «гипотетическая» или «предположительная»).

## О переводе термина
В русскоязычной литературе устоявшегося перевода данного выражения нет: используются такие словосочетания, как умозрительная фантастика или литературная фантастика, спекулятивная фантастика, спекулятивная литература. Однако speculative fiction остаётся термином англо-американского фантастоведения, перевод которого на русский вряд ли целесообразен.
В своём современном, «обобщающем» значении термин speculative fiction более-менее совпадает с русским термином фантастика (смотри, к примеру, ISFDB), хотя и имеет свою собственную специфику. Дословный перевод слова фантастика на английский — fantastic — также может быть использован в таком качестве, хотя наиболее популярные толковые словари английского языка не связывают его с обозначением литературного жанра. Как литературоведческий термин это слово было заимствовано из французского языка, получив распространение после издания на английском книги Цветана Тодорова «Introduction à la littérature fantastique» (рус. Введение в фантастическую литературу), получившего в переводе Ричарда Говарда название The Fantastic: A structural approach to a literary genre. Чтобы уйти и от данного Тодоровым определения фантастического, которое относится лишь к общелитературной, но не жанрово-обусловленной фантастике, и от специфических смыслов, заложенных в термине speculative fiction, Джон Клют, к примеру, предложил заимствовать из славянских языков слово fantastika.